# 親野智可等
親野 智可等（おやの ちから、1958年3月28日 - ）は日本の教育評論家。本名杉山桂一。公立小学校で23年間教師を務める。『ドラゴン桜 わが子の「東大合格力」を引き出す7つの親力』（2005年 講談社）、『「叱らない」しつけ』（2006年 PHP研究所）等を著し、ベネッセ教育情報サイトではコラムを執筆している。
2010年9月現在、朝日小学生新聞で親向けのまんが「そこが知りたい　親力のツボ」を隔週で連載中である。

## 著書
- 「親力」で決まる! 子供を伸ばすために親にできること（宝島社、2004年／宝島社文庫、2008年）
- 「プロ親」になる! ～「親力（おやりょく）」パワーアップ編～（宝島社、2005年／宝島社文庫、2008年）
- 「ドラゴン桜」わが子の「東大合格力」を引き出す7つの親力（講談社、2005年）
- 「叱らない」しつけ 子どもがグングン成長する親になる本（PHP研究所、2006年／PHP文庫、2010年）
- 「親力（おやりょく）」365日! <伸びる子>の土台をつくる毎日の習慣（宝島社、2006年）
- 「楽勉力」で子どもは活きる!（祥伝社、2006年）
- 「親力」診断テスト（インフォバーン、2006年）
- 親力革命─「親」であることにふと迷ったときに読む本（講談社、2007年）
- 「友達力」で決まる! 子供の「人間関係力」を育むために、親にしかできないこと（光文社、2007年）
- 「かしこい子」になるやわらか親力!（大和書房、2007年）
- 伸びる子に育てる! 最新版 親力ドリル（ナツメ社、2007年）
- 三択でわかる親力―子育て練習帳（ソニーマガジンズ、2008年）
- 親ががんばらないほうが子どもは伸びる!―子育てでいちばん大事なこと（WAVE出版、2008年）
- 「否定しない」子育て 親の「話す技術」「聞く技術」21（講談社、2008年）
- 「いいこと」が起きる子どもの習慣（PHP研究所、2008年）
- 親野智可等の楽勉カルタブック クイズ漢字（学習研究社、2008年）
- 親野智可等の楽勉カルタブック ことわざ（学習研究社、2008年）
- 「共感力」で決まる!―「しつけ優先」から「許す」子育てへの発想転換（講談社、2009年）
- 「勉強ができる子」は家庭でつくる 科目別! 親のスゴ技 -「親力」勉強編（宝島社、2009年）
- 小学生の学力は「ノート」で伸びる（すばる舎、2009年）
- 子育てが楽になる! 親力4コマアドバイス（主婦の友社、2009年）
- 小学生の学力は「教科書」中心学習でグングン伸びる!（すばる舎、2010年）
- 今すぐ!ほめ上手な親になれる本―勉強もしつけもこれでOK（中央公論新社〈中公新書ラクレ〉、2010年）
- 楽親になろう 学力・生活力・友達力がつく家庭の習慣（朝日学生新聞社、2010年） - 絵とまんがはないとうくるみ
- 「ダメ!」を言わなければ子どもは伸びる（PHP研究所、2011年）
- 7歳までに学力アップ! 勉強ができる1年生にしてあげよう（学研教育出版、2011年）
- うちの子は勉強ができません。どうしたらいいですか?（宝島社〈宝島SUGOI文庫〉、2012年）
- 9歳までで決まる! 算数が得意な子になる本（永岡書店、2012年）
- うちの子は友達づくりが苦手です。どうしたらいいですか?（宝島社〈宝島SUGOI文庫〉、2012年）
- どんな子でもぐんぐんやる気が育つ親の力（あさ出版、2012年）
- 親子で楽しむ! 頭がいい子の図鑑の読み方・使い方（あさ出版、2013年）
- 学力がアップする ノートの書き方大研究 11のコツをマスターしよう!（PHP研究所、2013年）
- 今すぐできる! 中学生の勉強法（PHP研究所、2013年）
- 算数ができる子になる魔法のことば（SBクリエイティブ〈SB文庫〉、2014年）
- 「楽勉」で子どもは伸びる!（祥伝社黄金文庫、2014年）
- もう叱らなくていい! 1回で子どもが変わる魔法の言葉（青春出版社、2014年）
- 「自分でグングン伸びる子」が育つ親の習慣（PHP研究所〈PHP文庫〉、2015年）
- 子どもの将来は「作文力」で決まる!（宝島社、2015年）
- 親が子どもに教える「算数力」（宝島社、2016年）
- 子どもを伸ばす親の力（福音社、2016年）